# Tanaostigma plaumanni
Tanaostigma plaumanni är en stekelart som beskrevs av Lasalle 1987. Tanaostigma plaumanni ingår i släktet Tanaostigma och familjen Tanaostigmatidae. Inga underarter finns listade i Catalogue of Life.